# Ribautiana piscator
Ribautiana piscator är en insektsart som först beskrevs av Mcatee 1926.  Ribautiana piscator ingår i släktet Ribautiana och familjen dvärgstritar. Inga underarter finns listade i Catalogue of Life.